# .ni
.ni è il dominio di primo livello nazionale assegnato al Nicaragua.
Il gestore del dominio, NIC.NI, è membro del LACNIC e fa parte dell'associazione non-profit LACTLD.